# Strafsenat
Als Strafsenate werden nach dem Recht Deutschlands die Spruchkörper für Strafsachen bei den Oberlandesgerichten (§ 116 GVG), beim Bayerischen Obersten Landesgericht (Art. 5 BayAGGVG) und beim Bundesgerichtshof (§ 130, § 132 GVG) bezeichnet.
Die Strafsenate beim Oberlandesgericht entscheiden meist als Spruchkörper mit drei Berufsrichtern. Lediglich bei erstinstanzlichen Strafsachen entscheiden sie über die Eröffnung des Hauptverfahrens in der Besetzung mit fünf Berufsrichtern. Dabei wird zugleich entschieden, ob die Hauptverhandlung – je nach Umfang und Schwierigkeit der Sache – mit drei oder mit fünf Berufsrichtern durchgeführt wird (§ 122 GVG). 
Die Strafsenate beim Bundesgerichtshof sind in der Regel als Spruchkörper mit fünf Berufsrichtern besetzt. Bei bestimmten Beschwerden und Anträgen entscheiden sie in der Besetzung mit drei Berufsrichtern (§ 139 GVG).
Beim Bundesgerichtshof sind sechs Strafsenate sowie der Große Senat für Strafsachen gebildet, der für diejenigen Fälle zuständig ist, bei denen ein Strafsenat von der Auffassung eines anderen Strafsenats abweichen will. 
Der 1., 2., 3. und 4. Strafsenat befinden sich am Sitz des Bundesgerichtshofs in Karlsruhe. Der 5. und 6. Strafsenat haben ihren Sitz in Leipzig in der Villa Sack.